# Памятник Ленину (Нижний Тагил)
Памятник Ленину — монументальное скульптурное произведение, посвящённое Владимиру Ильичу Ленину, расположенное в сквере Рабочей молодёжи по улице Островского Нижнего Тагила. Является одним из первых памятников вождю мирового пролетариата в СССР.

## История
24 января 1924 года, в день похорон Ленина, в Нижнем Тагиле прошёл траурный митинг, по итогам которого было принято решение увековечить память о вожде, установив в городе памятник. 15 мая 1925 года был объявлен конкурс на лучший его проект. Победившей была признана композиция «Ленин жив в заветах» учителя рисования школы № 1 Нижнего Тагила Алексея Ивановича Фролова. Скульптура вождя была отлита рабочими ленинградского завода «Красный выборжец» по модели Василия Козлова, а пьедестал возводился на собранные жителями города средства.
7 ноября 1925 года, в день восьмой годовщины Великой Октябрьской революции, на площади у Входо-Иерусалимского собора состоялась торжественная церемония открытия памятника. С тех пор площадь перед памятником стала использоваться для проведения праздничных демонстраций, пролетарских митингов, детских и спортивных мероприятий. Возле самого памятника устанавливалась разборная трибуна. Спустя 45 лет, накануне 100-летнего юбилея со дня рождения Владимира Ильича, памятник и сквер возле него были реконструированы, площадь была выложена бетонной плиткой, а также окружена кованой оградой.
В феврале 2006 года памятник подвергся акту вандализма: памятник был сброшен с постамента, от него были отпилены голова и правая указующая рука, а постамент исписан граффити. В 2006—2007 годах музеем изобразительных искусств были проведены реставрационные работы, в результате которых скульптура была полностью восстановлена.
В настоящее время памятник Ленину является объектом культурного наследия местного значения.

## Описание
Памятник Ленину представляет собой выполненное из бронзы скульптурное изображение Владимира Ильича с протянутой вперёд правой рукой, стоящего на гранитной модели Земного шара. Сам шар в свою очередь установлен на постамент в виде усечённой пирамиды, на каждой из четырёх граней которой изображены раскрытые книги с цитатами из сочинений вождя.